# Mila Kunis
Milena Markovna »Mila« Kunis (rusko Миле́на Ма́рковна Ку́нис; ukrajinsko Міле́на Ма́рківна Ку́ніс), ameriška filmska in televizijska igralka ukrajinsko-judovskega rodu, * 14. avgust 1983, Črnovice, Črnoviška oblast, Ukrajinska SSR, Sovjetska zveza (sedaj Ukrajina).
Njeno delo vključuje igranje Jackie Burkhart v televizijski seriji Oh, ta sedemdeseta ter Meg Griffin v animirani televizijski seriji Family Guy. Zaigrala je tudi Rachel Jansen v filmu Pozabi Saro (2008), Mono Sax v filmu Max Payne (2008), Solaro v filmu Knjiga odrešitve (2010) in Jamie v filmu Prijatelja samo za seks (2011).
Leta 2010 je prejela nagrado Marcello Mastroianni Award v kategoriji za »najboljšega mladega igralca ali igralko« na 67. beneškem filmskem festivalu za svojo upodobitev Lily v filmu Črni labod (2010). Nominirana je bila tudi za zlati globus v kategoriji za »najboljšo stransko igralko« ter za nagrado Screen Actors Guild Award v kategoriji za »izstopajoči nastop ženske igralke v stranski vlogi« za isto vlogo.
Leta 2002 je pričela s strani medijev večkrat komentiranim razmerjem z bivšim otroškim zvezdnikom Macaulayjem Culkinom. Razmerje se je končalo pozno leta 2010.

## Zgodnje življenje
»Rodila sem se v Rusiji. Nisem smela biti verna. Vsa moja družina je bila na nek način vpletena v holokavst. Moji stari starši so preminili in veliko jih ni preživelo. Po holokavstu v Rusiji nismo smeli biti verni. A moji starši so mi dali vedeti, da sem Judinja. Vedela sem, kdo sem na znotraj. A tega mi ni treba razglašati vsem na svetu. Verjameš, v kar verjameš in to je edino pomembno. Tako so me vzgajali moji starši. Govorili so mi: 'Judovstvo imaš v krvi.' Praznovali smo hanuko, a ne po pravilih. To smo delali po svoje, saj smo bili v Rusiji. Nismo smeli prirejati bar micev. Ko sem bila v šoli, sem še vedno nosila protireligiozne znake. [...] Moji starši so me vzgajali judovsko kolikor so lahko in se nato preselili v Ameriko. Obožujem svojo vero. Je lepa vera, a sama upoštevam samo dele, ki mi ugajajo. Ni mi treba odhajati v templje. Nekega dne bom odšla, a to se mi ne zdi potrebno.«

Mila Kunis o svojih judovskih koreninah
Milena Kunis se je rodila v Ukrajini v Črnovicah, tedaj delu Sovjetske zveze. Njena mama Elvira je bila učiteljica fizike in vodja lekarne, njen oče Mark pa je bil strojni inženir in vodja taksi službe. Ima starejšega brata, Michaela. Njena družina se je leta 1991, ko je imela sedem let, preselila v Los Angeles, Kalifornija. Mila Kunis je Judinja in dejala je, da je bil antisemitizem v nekdanji Sovjetski zvezi eden izmed razlogov za to, da se je njena družina preselila v Združene države Amerike. Dejala je, da so jo njeni starši »vzgajali v judovskem duhu vsaj toliko, kolikor so lahko«, saj so v Sovjetski zvezi zatirali judovstvo.
Mila Kunis je dejala, da se je njena družina lahko preselila v ZDA zahvaljujoč zadetkom na loteriji: »Trajalo je kakih pet let. Če so te izbrali že prvič, si odšel še do Moskve, kjer so te morda izbrali še drugič. In potem smo se lahko preselili v Združene države.« Po drugem dnevu v Los Angelesu, ko se je vpisala na osnovno šolo Rosewood, ni znala niti malo angleščine. »Sedmi razred sem si izbrisala iz spomina,« je povedala. »Tega se sicer ne spominjam, a moja mama mi pravi, da sem vsak dan prišla domov in jokala. Nisem bila travmatizirana. Bila sem samo v šoku.« Mila Kunis je dodala: »Nisem razumela kulture. Nisem razumela ljudi. Nisem razumela jezika. Prvi stavek v mojem eseju za vpis na kolidž je bil: 'Predstavljajte si, kako je biti slep in gluh pri sedmih.' In tako sem se počutila, ko smo se preselili v Združene države.«
V Los Angelesu je obiskovala srednjo šolo Huberta Howea Bancrofta. Večji del srednješolske izobrazbe je pridobila od svojega mentorja med snemanjem televizijske serije Oh, ta sedemdeseta. Ko ni bila na snemanju, je obiskovala srednjo šolo Fairfax, ki jo je končala leta 2001. Za kratek čas je obiskovala univerzi UCLA in Loyola Marymount v Los Angelesu.

## Kariera

### 1992–1997: Začetki
»Igrati sem pričela pri devetih, za hobij, saj je bilo zabavno in sem lahko odšla iz šole. Nikoli si nisem mislila, da bo to postalo moj poklic, ker sploh nisem vedela, kako dobiti igralsko službo.«

Mila Kunis o začetku kariere
Pri devetih letih se je Mila Kunis leta 1992 vpisala v igralski krožek njenega očeta v studijih v Beverly Hillsu, kjer je spoznala svojo prvo in zaenkrat edino menedžerko, Susan Curtis. O njej je povedala: »Moji starši so ji povedali: 'Poslušaj, ne moreva si privoščiti fotografij; ničesar si ne moreva privoščiti. Ne moreva je peljati na avdicije, saj imava službo.' ... [Susan Curtis] pa mi je dejala: 'Ne skrbi. Vse bom uredila.' In res je. Nazadnje sem dobila prvo vlogo, za katero sem se potegovala: vlogo v reklami za Barbike. Moji starši pa so mi rekli samo: 'Počni, kar hočeš, samo da ostaneš v šoli in še naprej dobivaš petice.'« Mila Kunis se je pričela pojavljati v raznih oglasih, katalogih in televizijskih reklamah za otroške izdelke, kot so izdelki Lise Frank, Mattelove Barbike in čevlji znamke Payless. Bila je tudi del kampanje oblačil znamke Guess. Njena prva televizijska vloga je bila vloga Hope Williams v epizodi telenovele Days of our Lives. Nato je dobila manjšo vlogo v televizijski seriji Sedma nebesa in stranski vlogi v televizijskih serijah Santa with Muscles in Honey, We Shrunk Ourselves.

### 1998–2006:Oh, ta sedemdesetain začetek filmske kariere
Mila Kunis je leta 1998 zaigrala mlado Gio Carangi (Angelina Jolie) v filmu Gia. Istega leta so jo izbrali za igranje Jackie Burkhart v Foxovi televizijski seriji Oh, ta sedemdeseta. Vsi, ki so se udeležili avdicije, so morali biti stari vsaj osemnajst let, Mila Kunis pa jih je takrat imela le štirinajst; režiserju je dejala, da bo stara osemnajst let, ni pa povedala, kdaj. Čeprav so nazadnje ugotovili, da še ni polnoletna, so producenti še vedno menili, da je najbolj primerna za to vlogo. Serijo Oh, ta sedemdeseta so vrteli osem sezon. Z njo so poleg Mile Kunis zasloveli še njeni soigralci, kot so Topher Grace, Ashton Kutcher in Danny Masterson. Mila Kunis je dejala, da jo je dejstvo, da so serijo snemali osem let, nekoliko motilo. »Osem let snemanja ene in iste [serije] je bilo, kot da bi mi vse ušlo izpod nadzora,« je dejala, a hitro dodala: »Kot epifanija. Svoje kariere nisem želela jemati tako resno, nisem želela, da bi postala svoje delo. Želela sem si samo, da bi bila srečna in zadovoljna s svojim življenjem.«

»Kar je Mila Kunis dodala k svojemu [liku] je veliko, mislim, da je celo boljše za lik. Vedno sem govoril, da je Lacey [Chabert] opravila fenomenalno delo, a Mila je imela nekaj – nekaj zelo naravnega. Ko smo pričeli s snemanjem, je bila stara petnajst let, torej smo poslušali petnajstletnico. [...] Imela je zelo naravno kvaliteto, zaradi česar je pri upodabljanju Meg opravila fantastično delo.«

Seth MacFarlane o nastopu Mile Kunis v seriji Family Guy
Leta 1999 je Mila Kunis nadomestila Lacey Chabert pri igranju Meg Griffin v animirani seriji Family Guy, ki jo je Seth MacFarlane ustvaril za Fox. V seriji so igrali Seth MacFarlane, Alex Borstein, Seth Green in Mike Henry. Vlogo je Mila Kunis dobila po avdiciji in deloma tudi zaradi svojega nastopa v seriji Oh, ta sedemdeseta. Vlogo so zanjo rahlo spremenili in Seth MacFarlane jo je po prvi avdiciji poklical nazaj na avdicijo in ji naročil, naj govori počasneje, nato pa ji je dejal, naj se vrne kdaj drugič in naj bo bolj neposredna. Mila Kunis je kasneje Meg upodobila tudi v filmu Stewie Griffin: The Untold Story (2005) ter v videoigri Family Guy!, izdani leta 2006. Svoj lik je opisala kot »grešnega kozla«.
Leta 2001 je Mila Kunis zaigrala manjšo vlogo v filmu Pozabi me! poleg Kirsten Dunst. Nato je že naslednjega leta ob Williamu Shatnerju zaigrala glavno vlogo v nadaljevanju kultne grozljivke Ameriški psiho (2000), Ameriški psiho 2. Film je s strani kritikov prejel izredno slabe ocene in kasneje je celo Mila Kunis priznala, da je bila zaradi filma osramočena. Leta 2005 je pričela igrati razne vloge v animirani televizijski seriji Robot Chicken, kjer igra še danes. Zaenkrat je posnela deset epizod. V naslednjih letih je posnela še več filmov, ki pa so izšli nekaj let kasneje.

### 2007–2009: Manjši filmski projekti
Leta 2007 je bila Mila Kunis za svoje delo pri seriji Family Guy nominirana za nagrado Annie Award v kategoriji za »glasovno igranje v animirani televizijski seriji«. Istega leta je izdala štiri filme. Prvega, naslovljenega Tony n' Tina's Wedding, je posnela že leta 2004. Film, v katerem je zaigrala poleg Joeyja McIntyrea, je bil posnet po istoimenskem romanu. Večini kritikov film ni bil všeč; na spletni strani Rotten Tomatoes je prejel le 25% pozitivnih ocen. Novinar revije DVD Talk je, na primer, v svoji oceni filma napisal, da bi bili oboževalci »veliko bolj zadovoljni, če bi se pretvarjali, da se vse skupaj nikoli ni zgodilo«. V drugem filmu, komični drami After Sex, je zaigrala poleg Jane Seymour, Marca Blucasa, svoje soigralke iz filma Pozabi me!, Zoe Saldana in Taryn Manning. Tretji film, Moving McAllister, je skupaj z Jonom Hederjem posnela leta 2005. Tudi temu filmu so kritiki dodelili v glavnem negativne ocene in v kinematografih so ga vrteli samo dva tedna. Četrti film, Boot Camp (v originalu naslovljen kot Straight Edge), je pričela snemati oktobra 2006. Čeprav je film izšel samo na televiziji in ne v kinematografih, so ga dve leti po izidu, 25. avgusta 2009 izdali na DVD-ju.
Leta 2008 je Mila Kunis zaigrala Rachel Jansen v komediji Judda Apatowa Pozabi Saro. Pri upodabljanju vloge, ki jo je dobila po neuspešni avdiciji za film Napumpana, se je zanašala na improvizacijo. Film je prejel v glavnem pozitivne ocene s strani kritikov, užival je v velikem komercialnem uspehu in zaslužil več kot 105 milijonov $. Tudi nastop Mile Kunis so v glavnem hvalili; Joe Morgenstern iz revije The Wall Street Journal je, na primer, pohvalil njeno »svežo, čudovito in osredotočeno energijo«, James Berardinelli pa je napisal, da je »spretna ob svojem nastopanju in razume koncept komedije.« Za svoj nastop v tem filmu je bila nominirana za nagrado Teen Choice Award. V nekem intervjuju kasneje je Mila Kunis dejala, da ji je Jude Apatow pomagal njeno kariero razširiti izven serije Oh, ta sedemdeseta.
Istega leta je upodobila Mono Sax, rusko asistentko lika Marka Wahlberga v akcijskem filmu Max Payne, ki je temeljil na istoimenski videoigri. Mila Kunis je za vlogo trenirala streljanje, boks in borilne veščine. Film Max Payne je zaslužil relativno veliko denarja, več kot 85 milijonov $ po svetu, a kritiki so mu dodeljevali negativne ocene, veliko pa jih je menilo, da Mila Kunis ni bila primerna za svojo vlogo. Režiser John Moore je branil svojo izbiro igralke za vlogo Mone Sax: »Mila nas je osupnila ... Ni bila očitna izbira, a Mona ji pristaja. Potrebovali smo nekoga, ki ne bi bil samo Maxov dodatek ali folija; potrebovali smo nekoga, ki je ta lik in ki zna 
izraziti svojo agendo. Mislim, da je Mila opravila odlično delo.« Ponovno je bila nominirana za nagrado Teen Choice Award za svoj nastop v tem filmu.
Leta 2009 je Mila Kunis poleg Bena Afflecka in Jasona Batemana zaigrala v filmu Extract. Film je s strani kritikov prejel v glavnem pozitivne ocene, zaslužil pa je več kot 10,8 milijonov $. Roger Ebert, ki je film sam sicer kritiziral, je napisal, da Mila Kunis »svoji vlogi doda veliko kredibilnosti«. Režiser filma, Mike Judge, je bil presenečen nad njeno zmožnostjo oponašanja likov iz kultnega animiranega filma Rejected. Dejal je: »Ker je Mila tako lepa, je težko verjeti, da lahko vzpostavi vez tudi z resničnim svetom.« Potem, ko je videl njen nastop v filmu Pozabi Saro, ji je Mike Judge želel dodeliti vlogo Cindy v filmu Extract: »Mislil sem si: 'Vau, to dekle je popolno.' In film si je resnično želela posneti, kar je bilo fantastično.« Mila Kunis je kasneje povedala: »Sem velika oboževalka filma Office Space Mikea Judgea, zato sem si, ko mi je ponudil vlogo, rekla: 'Okej, to je zelo lahka odločitev.' Povedala sem jim, da si zelo želim biti del tega projekta – te umetnine ali, če želite reči tako, igranja.«

### 2010–danes:Črni labodin zdajšnji projekti
Leta 2010 je poleg Denzela Washingtona zaigrala v filmu Knjiga odrešitve. Čeprav je film s strani kritikov prejemal mešane ocene, je zaslužil 157 milijonov $ po svetu. Filmski kritik Richard Roeper je pohvalil njen nastop, saj naj bi opravila »posebej močno delo«. Tudi drugi filmski kritiki so njenemu nastopu dodelili v glavnem pozitivne ocene. Pete Hammond iz revije Boxoffice je, na primer, napisal, da je bila »idealna izbira za glavno žensko vlogo v filmu«. Tudi kritiki, ki jim film ni bil všeč, so pohvalili njen nastop. James Berardinelli je, na primer, napisal, da »zahtevna vloga dokaže, koliko lahko doseže, kar je zelo presenetljivo, saj je zaenkrat igrala samo lahke vloge,« Colin Covert iz revije Star Tribune je napisal, da je »ustvarila iskro in je odločena, da svoj lik upodobi kot neodvisno žensko, ki ne potrebuje nekoga, da bi jo rešil.« Nekateri kritiki pa so vseeno menili, da ni prava za vlogo. Milo Kunis so ponovno nominirali za nagrado Teen Choice Award za svoj nastop v tem filmu. Milo Kunis so izbrali za manjšo vlogo v filmu Zmenek (2010) ob Tini Fey in Steveu Carellu. Za svoj nastop v tem filmu je prejela v glavnem pozitivne ocene.
Ob Natalie Portman je leta 2010 zaigrala balerino in antagonistko filma Darrena Aronofskyja, Črni labod. Za vlogo so jo izbrali zaradi njenega nastopa v filmu Pozabi Saro in zato, ker jo je pohvalila njena soigralka, Natalie Portman. Še pred začetkom snemanja je opravljala kardiovaskularno vadbo ter začela z dieto, v sklopu katere je vsak dan smela zaužiti samo 1.200 kalorij (do konca snemanja je izgubila skoraj deset kilogramov) in štiri ure na dan, sedem dni na teden, trenirala balet. Med težkim snemanjem se je večkrat poškodovala; med drugim si je izpahnila ramo in si pretegnila kito. Film Črni labod je prejel veliko pohval s strani kritikov in bil je nominiran za pet oskarjev, tudi za najboljši film. Film do danes ostaja njen finančno najuspešnejši film. Je njen prvi film, ki je samo v Združenih državah in Kanadi zaslužil več kot 100 milijonov $ (106,8 milijonov $), vsega skupaj pa je film zaslužil 328 milijonov $. Filmski kritiki so pozitivno oceno dodelili tudi nastopu Mile Kunis; Kirk Honeycutt iz revije The Hollywood Reporter je, na primer, napisal: »Mila Kunis je popolna alternativna Natalie Portman, saj je enako gibčna in temačna, a tudi vesela in samozavestna s popolnoma odprtimi očmi brez strahu.« Tudi Guy Lodge iz revije In Contention jo je pohvalil: »Presenečenje filma je enkratna Mila Kunis s strašljivim glasom, preseneti nas z inteligentnim in odsevanjem svoje soigralke, saj za razliko od negotove Nine njen lik ni tako naiven.« Za svoj nastop v filmu je prejela nagrado Marcella Mastroiannija za najboljšega mladega igralca ali igralko na 67. beneškem filmskem festivalu, prislužila pa si je tudi nominaciji za zlati globus in Screen Actors Guild Award v kategoriji za »najboljšo stransko igralko«. Na 37. podelitvi nagrad Saturn Awards je prejela nagrado v kategoriji za »najboljšo stransko igralko« za svoj nastop.
Mila Kunis je poleg Justina Timberlakea leta 2011 zaigrala v romantični komediji Prijatelja samo za seks, ki so od julija do septembra 2010 snemali v New York Cityju in Los Angelesu. Režiser filma, Will Gluck, je dejal, da je zgodbo ustvaril z njima v mislih. »Je precej igralcev, s katerimi nameravam delati, a to sem napisal za Justina Timberlakea in Milo Kunis. Želel sem si posneti odrasel film o seksu, med drugim, pa tudi o razmerju.« Film Prijatelja samo za seks je s strani kritikov prejel večinoma pozitivne ocene in večkrat so pohvalili kemijo med Milo Kunis in Justinom Timberlakeom. Manohla Dargis iz revije The New York Times je napisal: »Gdč. Kunis je dokazala, da je dar za romantične komedije.« Pohvalil je tudi »njeno energijo, ki je zgovorna in poživljajoča in njena prisotnost je tako vibrantna, da kar zapolni ekrane.«
Mila Kunis je potrdila, da bo v svojem naslednjem filmskem projektu, filmu z naslovom Ted, zaigrala poleg Marka Wahlberga. Film bo napisal in režiral ustvarjalec serije Family Guy, Seth MacFarlane. Poleg tega bo zaigrala v Disneyjevem filmu Oz: The Great and Powerful, kjer bo poleg Jamesa Franca zaigrala Theodoro, najmlajšo od treh čarovnic.

## Javna podoba
Mila Kunis je leta 2002 zasedla štiriinpetdeseto mesto na seznamu »102 najprivlačnejših žensk na svetu« revije Stuff, leta 2006 pa sedeminštirideseto mesto na lestvici »100 najprivlačnejših« revije Maxim. Leta 2008 je zasedla enainosemdeseto mesto na seznamu »100 najprivlačnejših« revije Maxim. Istega leta je zasedla enainosemdeseto mesto tudi na FHM-jevem seznamu »100 najprivlačnejših žensk na svetu«. Leta 2008 jo je spletna stran Wired.com označila za »najprivlačnejšo piflarko« zaradi njene v medijih večkrat omenjene afinitete za World of Warcraft. Istega leta se je pojavila na naslovnici oktobrske naslovnice revije Complex Magazine. Leta 2007 je Mila Kunis skupaj z Jamesom Francom posnela posnetek za spletno stran Funny or Die. Posnetek je bila parodija na MTV-jev resničnostni šov Hollywoodski griči in bil je zelo uspešen, saj si ga je na spletni strani ogledalo več kot en milijon ljudi. Shawn Levy, režiser filma Zmenek, je dejal, da se je zato, da je za igranje v filmu izbral tako Milo Kunis kot Jamesa Franca odločil tudi zaradi njunega posnetka na spletni strani. Decembra 2010 je bila vključena v Gapovo božično kampanjo »Shine Your Own Star« z drugimi slavnimi osebnostmi, kot so Jennifer Hudson, Jason Bateman, Mary-Louise Parker in Jon Heder.
Leta 2009 je zasedla peto mesto na Maximovem seznamu »najprivlačnejših 100«. Poleg tega je dobila nagrado Spike Guys' Choice Award v kategoriji za »najprivlačnejše dekle«, pri čemer je premagala Millo Jovovich. Še istega leta ji je spletna stran Premiere.com dodelila naslov najprivlačnejše ženske v Hollywoodu. Leta 2010 je bila vključena v članek »Ženske, ki jih obožujemo« revije Esquire. Leta 2010 je zasedla dvaindvajseto mesto na Maximovem seznamu »najprivlačnejših 100« ter sedemnajsto mesto na FHM-jevem seznamu »najprivlačnejših 100«. Mila Kunis ne želi, da bi tovrstna pozornost medijev vplivala na njeno kariero: »Svojo kariero moraš graditi na nečem drugem kot na tem, da si zasedel prvo mesto na FHM-jevem seznamu 100 najlepših. Nekega dne ne bom več tako lepa in kaj bom takrat imela?«
Leta 2010 je Mila Kunis skupaj z Randyjem Jacksonom vodila 9. dobrodelno prireditev Chrysalis Foundation Benefit. Organizacija Chrysalis Foundation je losangeleška neprofitna organizacija, ki pomaga ekonomsko prikrajšanim in brezdomnim individualcem, da bi z zaposlitvijo postali samozadostni. Oktobra 2010 je bila ob 25. obletnici revije Elle vključena v članek ljudi, ki so uspeli v zelo mladih letih. Poleg tega so na spletni strani revije objavili serijo fotografij in posnetek. Mila Kunis je bila ena izmed mnogih žensk, ki jih je fotografiral kanadski pevec in tekstopisec Bryan Adams za kolekcijo z naslovom »ameriške ženske leta 2010« Calvina Kleina. Ves dobiček od fotografij so donirali newyorškim organizacijam za boj proti AIDS-u. Istega leta so jo vključili na decembrsko naslovnico revije Nylon.
Leta 2011 se je Mila Kunis pojavila na februarski naslovnici revije Cosmopolitan in marčevski naslovnici revije W. Ob 17. obletnici revije Vanity Fair se je z mnogimi drugimi igralci pojavila na naslovnici revije. Leta 2011 je pristala na drugem mestu seznama »99 najprivlačnejših žensk« spletne strani Askmen.com. Istega leta je zasedla peto mesto na seznamu »100 najprivlačnejših« revije Maxim. Leta 2011 je prejela nagrado Spike Guys' Choice Awards v kategoriji za »najprivlačnejše dekle«, kjer je premagala Minka Kelly. Med promocijo filma Prijatelja samo za seks je pristala na naslovnicah revij GQ in Elle.
Leta 2013 jo je revija FHM po podatkih njihove ankete proglasila za najboly seksi žensko na planetu.

## Zasebno življenje
Mila Kunis je o svojih starših vedno govorila z naklonjenostjo in dejala je, da so nanjo vplivali zelo pozitivno in da so jo spominjali na to, kar je pomembno v življenju. »Vzgajali so me normalno in hodila sem v javno šolo,« je dejala. »Če sem kdaj samo za sekundo postala domišljava, so me postavili nazaj na trdna tla. Zaradi svojih staršev sem tako prizemljena.«
Mila Kunis je leta 2002 pričela hoditi z igralcem Macaulayjem Culkinom. Ko so se pojavile govorice o tem, da se par namerava poročiti, jih je Mila Kunis zanikala in dejala:
Bila sem zaročena. Mislim, da sem bila že poročena. In prepričana sem, da imam nekje otroka. Čakam na nekaj drugega. Ne, nisem poročena. In ne, nisem zaročena. In ne, tudi otroka nimam. Izgleda, da nihče ne posluša. In naslednji teden bom spet zaročena. Mislim, da so nekoč na naslovnici objavili: 'Videli so jo nakupovati zaročne prstane v Beverly Hillsu.' V resnici smo bili na snemanju na Japonskem. Kaj je narobe s temi ljudmi? Za polovico stvari lahko rečem, da si jih narobe razlagajo. A pogosto si stvari samo izmišljujejo.
V intervjuju z revijo BlackBook Magazine je Mila Kunis dejala, da je zakon »nekaj, kar se mi ne zdi pomembno«. Povedala je tudi, da želi zaščititi svojo zasebnost in zasebnost Macaulayja Culkina: »O najinem razmerju ne govoriva z mediji. Tako ali tako se pojavljava v medijih večkrat, kot bi si želela.« Ko so jo vprašali, če je težko ostati anonimen za tabloide, je Mila Kunis dejala: »Svoje zasebno življenje obdržim tako zasebno, kot ga fizično in mentalno pač lahko.« Ko so jo vprašali, če ji to dela kakšne težave, je dejala: »V bistvu mi je za to vseeno. Trudila se bom do smrti. Je težko, a naredila bom vse, kar lahko. Ne bom se pojavljala v člankih z naslovom: 'Dogaja se!'« 3. januarja 2011 je tiskovni predstavnik Mile Kunis potrdil, da sta z Macaulayjem Culkinom končala njuno razmerje: »Razhod je bil sporazumen in ostajata prijatelja.«
V mnogih intervjujih je Mila Kunis povedala, da je velika oboževalka računalniške igre World of Warcraft in zaradi tega je prejela veliko pozornosti s strani oboževalcev igre. Nikoli ni razkrila imena svojega serverja, a je povedala, da je prijateljica z uporabnikom po imenu Alliance. V intervjuju z Jimmyjem Kimmelom je dejala, da na spletni klepetalnici ne uporablja lastnega glasu, saj jo je eden izmed uporabnikov prepoznal. Čeprav je Mila Kunis samo sebe opisala kot »računalniško piflarko« nima računov na Myspaceu, Facebooku ali Twitterju. Dejala je, da tovrstnih računov ni ustvarila zato, da bi zaščitila svojo zasebnost. »Zakaj bi si želela svoje življenje deliti s svetom, če ga že tako ali tako delim brez pravega privoljenja? Edina težava tega, da nimam tovrstnih računov, so računi, pri katerih se drugi pretvarjajo, da so jaz.«
V intervjuju z revijo H Magazine je Mila Kunis dejala, da igri World of Warcraft ne posveča več toliko časa, temveč uživa ob druženju s svojimi prijatelji. »Ko organiziramo 'noč prijateljev', se zberemo skupaj in igramo igre, kot je Naseljenci otoka Catan.« Omenila je tudi, da uživa, kadar gredo s prijatelji na potovanje za reševanje umorov; takrat naj bi se z avtomobilom peljali po Los Angelesu in obiskali mesta, povezana s slavnimi umori. Mila Kunis naj bi uživala tudi ob potovanju in pogosto naj bi odšla na potovanja s svojim starejšim bratom Michaelom. Med drugim naj bi odšla na potovanja po Fidžiju in Koreji. »Potovanja so mi všeč,« sem dejala. »Moj brat zagrabi zemljevid in mi reče: 'Zdaj pa pojdiva,' in odpraviva se raziskovat.« Ko so jo vprašali, kako bi opisala svoj popoln dan, je odvrnila: »Začel bi se s plavanjem, nadaljevala bi z lenarjenjem po hiši, igranjem s svojimi kužki, pitjem piva, gledanjem kanala TiVo, obedovanjem, kozarcem vina in nazadnje z vpitjem v noč.« V nekem intervjuju je dejala: »Obožujem druženje s svojimi prijatelji. ... Obožujem sedenje na kavču doma v pižami in gledanje kanala TiVo. To me osreči. To je vse. Je tiho in mirno.«
Januarja 2011 je javnosti prvič razkrila, da se bori z boleznijo očesa, imenovano kroničen iritis, zaradi česar je slepa na eno oko. Kakorkoli že, nekaj mesecev kasneje je razkrila, da je težavo odpravila z operacijo.
Leta 2022 je po ruski invaziji na Ukrajino Kunisova z možem začela kampanjo zbiranja sredstev na platformi GoFundMe, s katerimi je pomagala beguncem, ki so bežali pred Rusi. V manj kot dveh tednih sta zbrala več kot 30 milijonov dolarjev, kar je bil cilj kampanje. Obljubila sta, da bosta dodala še 3 milijone dolarjev svojih sredstev.

## Filmografija

### Filmi
| Leto | Naslov                           | Vloga                  | Opombe                            |
| ---- | -------------------------------- | ---------------------- | --------------------------------- |
| 1995 | Make a Wish, Molly               | Melinda                |                                   |
| 1995 | Piranha                          | Susie Grogan           | Televizijski film                 |
| 1996 | Santa with Muscles               | Sarah                  |                                   |
| 1997 | Honey, We Shrunk Ourselves       | Jill, gostja na zabavi | Televizijski film                 |
| 1998 | Gia                              | Gia pri enajstih       | Televizijski film                 |
| 1998 | Krippendorf's Tribe              | Abbey Tournquist       |                                   |
| 1998 | Milo                             | Martice                | Nedokončano                       |
| 2001 | Pozabi me!                       | Basin                  |                                   |
| 2002 | Ameriški psiho 2                 | Rachael                | Televizijski film                 |
| 2004 | Tony n' Tina's Wedding           | Tina                   |                                   |
| 2005 | Tom 51                           | Majhni fantek Matson   | Poznan tudi pod naslovom Tom Cool |
| 2005 | Stewie Griffin: The Untold Story | Meg Griffin (glas)     | Televizijski film                 |
| 2007 | After Sex                        | Nikki                  |                                   |
| 2007 | Moving McAllister                | Michelle               |                                   |
| 2007 | Boot Camp                        | Sophie                 |                                   |
| 2008 | Pozabi Saro                      | Rachel Jansen          |                                   |
| 2008 | Max Payne                        | Mona Sax               |                                   |
| 2009 | Extract                          | Cindy                  |                                   |
| 2010 | Knjiga odrešitve                 | Solara                 |                                   |
| 2010 | Zmenek                           | Whippit                |                                   |
| 2010 | Črni labod                       | Lily                   |                                   |
| 2011 | Prijatelja samo za seks          | Jamie                  |                                   |
| 2011 | The Muppets                      |                        | Cameo vloga                       |
| 2012 | Ted                              | Lori                   | Post-produkcija                   |
| 2013 | Oz: The Great and Powerful       | Theodora               |                                   |
| 2018 | The spy who dumpt me             | Audrey                 |                                   |

### Televizija
| Leto       | Naslov                       | Vloga               | Opombe                                             |
| ---------- | ---------------------------- | ------------------- | -------------------------------------------------- |
| 1994–1995  | Obalna straža                | Anne Bonnie         | Epizode: »Aftershock« »Hot Stuff«                  |
| 1995       | The John Larroquette Show    | Lucy                | 1 epizoda                                          |
| 1995       | Hudson Street                | Devon               | 1 epizoda                                          |
| 1996       | Unhappily Ever After         | Chloe               | 1 epizoda                                          |
| 1996–1997  | Nick Freno: Licensed Teacher | Anna-Maria Del Bono | 5 epizod                                           |
| 1996–1997  | Sedma nebesa                 | Ashley              | 4 epizode                                          |
| 1997       | Teksaški mož postave         | Pepper              | Epizoda: »Last Hope«                               |
| 1998       | Pensacola: Wings of Gold     | Jessie Kerwood      | 1 epizoda                                          |
| 1998–2006  | Oh, ta sedemdeseta           | Jackie Burkhart     | 200 epizod                                         |
| 2002       | Get Real                     | Taylor Vaughn       | 2 epizodi                                          |
| 2002       | MADtv                        | Daisy               | 1 epizoda                                          |
| 2004       | Sami doma                    | Lana                | Epizode: »Space Camp Oddity« »The Policy of Truth« |
| 2000–danes | Family Guy                   | Meg Griffin (glas)  | 139 epizod                                         |
| 2005–danes | Robot Chicken                | Več vlog (glas)     | 10 epizod                                          |
| 2009       | The Cleveland Show           | Meg Griffin (glas)  | Epizoda: »Pilot«                                   |

### Videospoti
| Leto | Naslov                   | Glasbenik                            |
| ---- | ------------------------ | ------------------------------------ |
| 1999 | »In The Street«          | Cheap Trick                          |
| 2000 | »The Itch«               | Vitamin C                            |
| 2001 | »Rock and Roll All Nite« | KISS                                 |
| 2001 | »Jaded«                  | Aerosmith                            |
| 2003 | »The End Has No End«     | The Strokes                          |
| 2008 | »LA Girls«               | Mams Taylor skupaj z Joelom Maddenom |

### Videoigre
| Leto | Naslov                 | Vloga                |
| ---- | ---------------------- | -------------------- |
| 2006 | Saints Row             | Tanya Winters (glas) |
| 2006 | Family Guy Video Game! | Meg Griffin (glas)   |

## Nagrade in nominacije
| Leto | Nagrada                                          | Kategorija                                                              | Naslov dela             | Osvojila? |
| ---- | ------------------------------------------------ | ----------------------------------------------------------------------- | ----------------------- | --------- |
| 1999 | Young Artist Award                               | Najboljši nastop v televizijski seriji – Mlada igralska zasedba         | Oh, ta sedemdeseta      | Ne        |
| 1999 | YoungStar Award                                  | Najboljši nastop mlade igralke v komični televizijski seriji            | Oh, ta sedemdeseta      | Da        |
| 2000 | Teen Choice Award                                | TV – Izbira igralke                                                     | Oh, ta sedemdeseta      | Ne        |
| 2000 | Young Artist Award                               | Najboljši nastop v televizijski seriji – Mlada igralska zasedba         | Oh, ta sedemdeseta      | Ne        |
| 2000 | YoungStar Award                                  | Najboljša mlada igralka/Nastop v komični televizijski seriji            | Oh, ta sedemdeseta      | Da        |
| 2001 | Teen Choice Award                                | TV – Izbira igralke                                                     | Oh, ta sedemdeseta      | Ne        |
| 2001 | Young Artist Award                               | Najboljši nastop v komični televizijski seriji – Glavna mlada igralka   | Oh, ta sedemdeseta      | Ne        |
| 2002 | Teen Choice Award                                | TV – Izbira igralke                                                     | Oh, ta sedemdeseta      | Ne        |
| 2002 | Young Hollywood Award                            | Vredno ogleda – Ženska                                                  | Oh, ta sedemdeseta      | Da        |
| 2003 | Teen Choice Award                                | Izbira TV igralke – Komedija                                            | Oh, ta sedemdeseta      | Ne        |
| 2004 | Teen Choice Award                                | Izbira TV igralke – Komedija                                            | Oh, ta sedemdeseta      | Ne        |
| 2005 | Teen Choice Award                                | Izbira – TV igralke: Komedija                                           | Oh, ta sedemdeseta      | Ne        |
| 2006 | Teen Choice Award                                | TV – Izbira igralke: Komedija                                           | Oh, ta sedemdeseta      | Ne        |
| 2007 | Annie Award                                      | Najboljše glasovno igranje v animacijski produkciji                     | Family Guy              | Ne        |
| 2008 | Teen Choice Award                                | Izbira filmskega preboja - Ženska                                       | Pozabi Saro             | Ne        |
| 2009 | Guys Choice Award                                | Najprivlačnejše dekle                                                   | N/A                     | Da        |
| 2009 | Teen Choice Award                                | Izbira filmske igralke: Akcijska avantura                               | Max Payne               | Ne        |
| 2010 | Teen Choice Award                                | Izbira filmske igralke: Akcijska avantura                               | Knjiga odrešitve        | Ne        |
| 2010 | Scream Awards                                    | Najboljša igralka v znanstveno-fantastičnem filmu                       | Knjiga odrešitve        | Ne        |
| 2010 | Nagrada beneškega filmskega festivala            | Nagrada Marcello Mastroianni za najboljšega mladega igralca ali igralko | Črni labod              | Da        |
| 2010 | Zlati globus                                     | Najboljša stranska igralka                                              | Črni labod              | Ne        |
| 2010 | Screen Actors Guild Award                        | Izstopajoči nastop ženske igralke v stranski vlogi                      | Črni labod              | Ne        |
| 2010 | Screen Actors Guild Award                        | Izstopajoči nastop igralske zasedbe v filmu                             | Črni labod              | Ne        |
| 2010 | Broadcast Film Critics Association Award         | Najboljša stranska igralka                                              | Črni labod              | Ne        |
| 2010 | Dallas-Fort Worth Film Critics Association Award | Najboljša stranska igralka                                              | Črni labod              | Ne        |
| 2010 | Oklahoma Film Critics Circle Award               | Najboljša stranska igralka                                              | Črni labod              | Da        |
| 2010 | Las Vegas Film Critics Society Award             | Najboljša stranska igralka                                              | Črni labod              | Ne        |
| 2010 | Utah Film Critics Association Award              | Najboljša stranska igralka                                              | Črni labod              | Ne        |
| 2010 | Online Film Critics Society Award                | Najboljša stranska igralka                                              | Črni labod              | Ne        |
| 2011 | Saturn Award                                     | Najboljša stranska igralka                                              | Črni labod              | Da        |
| 2011 | MTV Movie Award                                  | Najboljši poljub (skupaj z Natalie Portman)                             | Črni labod              | Ne        |
| 2011 | Guys Choice Award                                | Najprivlačnejše dekle                                                   | /                       | Da        |
| 2011 | Guys Choice Award                                | Najboljši prizor deklet med mečkanjem (skupaj z Natalie Portman)        | Črni labod              | Da        |
| 2011 | Teen Choice Award                                | Izbira filma: Šminka                                                    | Črni labod              | Ne        |
| 2011 | Teen Choice Award                                | Izbira filma: Ženska kradljiva scen                                     | Črni labod              | Ne        |
| 2011 | Teen Choice Award                                | Izbira najprivlačnejše ženske                                           | /                       | Ne        |
| 2011 | Teen Choice Award                                | Izbira poletne filmske zvezde: Ženska                                   | Prijatelja samo za seks | Ne        |